# Бенете
Бенете (словен. Benete) — поселення в общині Блоке, Регіон Нотрансько-крашка, Словенія. Висота над рівнем моря: 806,1 м.